# 郤揖
郤揖（?—?），河南郡偃师县（今河南省偃师市）人。东汉末年益州刺史郤俭之子。
汉灵帝中平五年（188年）郤俭被马相所攻杀。当时天下大乱，所以郤揖被滞留在了益州。在刘焉、刘璋父子统治益州时，郤揖没有出仕。汉献帝建安十九年（214年），刘备入蜀后，郤揖归附刘备，担任将军孟达属下的营都督。魏文帝黄初元年（220年），郤揖随孟达降曹魏，官至中书令史，早卒，郤揖妻子改嫁。儿子郤正留在益州，后来成为蜀汉的大臣。